# Wattisham
Wattisham – wieś w Anglii, w hrabstwie Suffolk, w dystrykcie Babergh. Leży 17 km na północny zachód od miasta Ipswich i 101 km na północny wschód od Londynu. W 2005 miejscowość liczyła 110 mieszkańców.